# 누르귈 예실차이
누르귈 예실차이(튀르키예어: Nurgül Yeşilçay, 1976년 3월 26일 ~ )는 튀르키예의 배우이다. 2008 안탈리아 국제 영화제 황금오렌지상 여우주연상 수상자이다.